# Elektra Luxx
Pour les articles homonymes, voir Luxx.
Série
Women in Trouble
(2009)
Pour plus de détails, voir Fiche technique et Distribution.
Elektra Luxx est un film américain écrit, réalisé et coproduit par Sebastian Gutierrez, sorti en 2010.
Il s'agit de la suite du film Women in Trouble (2009), comédie racontant un jour dans la vie de 10 femmes de Los Angeles.

## Synopsis
Elektra Luxx, actrice de pornos, découvre qu'elle est enceinte, ce qui bouleverse son quotidien.

## Fiche technique
- Titre original et français : Elektra Luxx
- Titre : Elektra Luxx
- Réalisation, scénario et production : Sebastian Gutierrez
- Photographie : Cale Finot
- Montage : Lisa Bromwell
- Société de production : Gato Negro Films
- Société de distribution : Myriad Pictures
- Pays d'origine :  États-Unis
- Langue originale : anglais
- Format : couleur - 35 mm - 1,85:1 - son Dolby Digital
- Genre : comédie dramatique
- Durée : 104 minutes
- Dates de sortie : 
  - États-Unis : 11 mars 2011 (sortie nationale)
  - France : ?

## Distribution
- Carla Gugino : Elektra Luxx
- Adrianne Palicki : Holly Rocket
- Emmanuelle Chriqui : Bambi
- Timothy Olyphant : Del

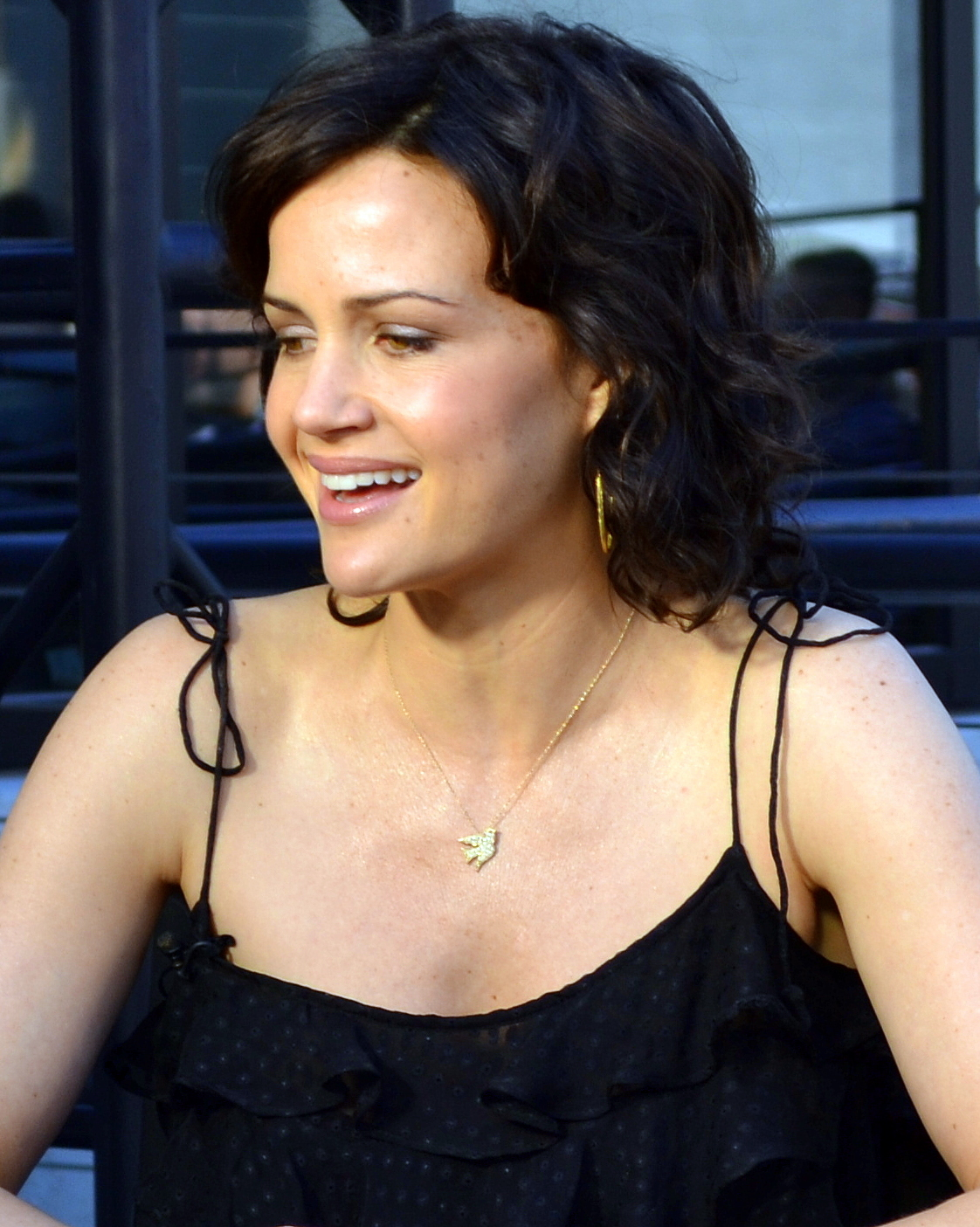
L'actrice principale Carla Gugino, l'année de sortie du film.

- Joseph Gordon-Levitt : Bert Rodriguez
- Malin Åkerman : Trixie
- Emma Bell : Eleanore Linbrook
- Vincent Kartheiser : Jimmy
- Marley Shelton : Cora
- Justin Kirk : Benjamin
- Josh Brolin : Nick Chapel (décédé)
- Isabella Gutierrez : Charlotte
- Christine Lakin : Venus Azucar
- Melissa Ordway : Sabrina Capri
- Ermahn Ospina : Jimmy Cojones
- Lucy Punch : Dolores
- Matt Gerald : Michael Ortiz
- Traci Dinwiddie : Madeline
- Rya Kihlstedt : Rita (caméo non créditée)
- Julianne Moore : Virgin Mary (caméo non créditée)

## Autour du film
Sebastian Gutierrez prévoit un troisième film intitulé Women in Ecstasy, toujours avec Carla Gugino, Adrianne Palicki, Emmanuelle Chriqui, Joseph Gordon-Levitt et d'autres membres présents au casting de Women in Trouble,.